# Flying Fish Records
Flying Fish Records ist ein Blues- und Country-Label aus Chicago. Es wurde 1974 von Bruce Kaplan, dem ehemaligen Vorsitzenden der Folklore Society der Universität Chicago gegründet.

## Geschichte
Das Label hatte große Bedeutung, da es den Blues einem größeren Publikum näher brachte, während die meisten Labels, die damals Blues veröffentlichten, sich an einen kleinen Kreis von Eingeweihten wendete. Kaplan nutzte die Nische zwischen den auf Hits basierenden Promotionanstrengungen der großen Labels und der Einstellung der unabhängigen Firmen, dass die Musik schon ihren Käufer finden wird.
Im Dezember 1992 verstarb Kaplan unerwartet. Jim Netter, ein langjähriger Angestellter der Firma, und seine Witwe Sandra Shifrin führten kurze Zeit die Firma weiter, jedoch wurde sie bald an Rounder Records verkauft.
Flying Fish Records vertreibt auch Blind Pig Records und Rooster Blues.

## Künstler auf Flying Fish Records
- Peter Alsop
- Mike Auldridge
- David Amram
- Roy Book Binder
- Norman Blake
- Bryan Bowers
- Jethro Burns
- Pat Burton
- Sam Bush
- Chubby Carrier
- John Cephas

- Vassar Clements

- Buddy Emmons
- Big Twist and The Mellow Fellows
- Sweet Honey in the Rock
- John Hartford
- Jean Ritchie
- Tom Paxton
- Erwin Helfer

- Priscilla Herdman
- Anne Hills
- Preston Reed
- James Sapp
- Steve Lyon
- Northern Lights (Band)
- Tom Ball & Kenny Sultan
- Phil Wiggins
- Laurie Lewis
- Shel Silverstein
- Mark Hummel
- Paul Geremia
- Randy Sabien
- Si Kahn
- Tut Taylor
- Linda Waterfall
- Valerie Wellington